# Světový pohár v biatlonu 2027/2028
Světový pohár v biatlonu 2027/2028 bude 51. ročníkem světového poháru pořádaným Mezinárodní biatlonovou unií (IBU).
Hlavní událostí tohoto ročníku bude mistrovství světa v únoru 2028, pro které bude využit areál v Hochfilzenu.
Podle rozpisu začne sezona světového poháru 26. listopadu ve švédském Östersundu a skončí 19. března v norském Holmenkollenu. Jedním z podniků budou i závody v Novém Městě na Moravě v březnu 2028.

## Program
| Místo konání         | Datum konání                   | Sprint | Stíhací závod | Závod s hromadným startem | Vytrvalostní závod | Štafeta | Smíšená štafeta | Smíšený závod dvojic |
| -------------------- | ------------------------------ | ------ | ------------- | ------------------------- | ------------------ | ------- | --------------- | -------------------- |
| Östersund            | 24. listopadu–5. prosince 2027 |        |               |                           |                    |         |                 |                      |
| Kontiolahti          | 7.–12. prosince 2027           |        |               |                           |                    |         |                 |                      |
| Otepää               | 14.–19. prosince 2027          |        |               |                           |                    |         |                 |                      |
| Lenzerheide          | 4.–8. ledna 2028               |        |               |                           |                    |         |                 |                      |
| Ruhpolding           | 11.–16. ledna 2028             |        |               |                           |                    |         |                 |                      |
| Anterselva           | 18.–23. ledna 2028             |        |               |                           |                    |         |                 |                      |
| Hochfilzen           | 7.–20. února 2028              |        |               |                           |                    |         |                 |                      |
| Oberhof              | 29. února.–5. března 2028      |        |               |                           |                    |         |                 |                      |
| Nové Město na Moravě | 7.–12. března 2028             |        |               |                           |                    |         |                 |                      |
| Holmenkollen         | 14.–19. března 2028            |        |               |                           |                    |         |                 |                      |
| Celkově              |                                |        |               |                           |                    |         |                 |                      |